# Rudolf Konrad (Musiker)

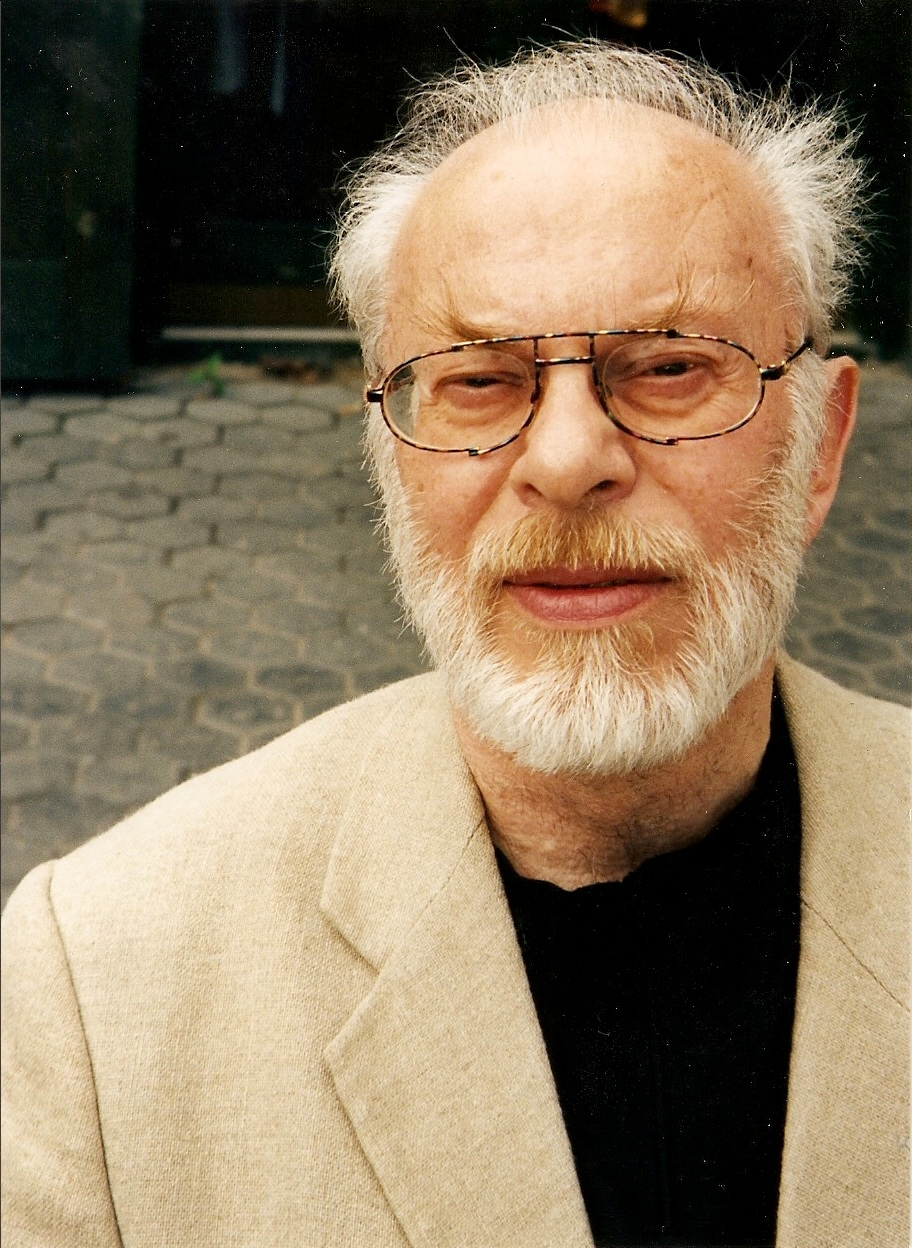
Rudolf Konrad

Rudolf Konrad (* 9. Dezember 1922 in Königsberg; † 8. November 2009 in Hannover) war ein deutscher Musiker und Komponist. Zudem war er ein bedeutender Vertreter der Rhythmik und lehrte als Professor Rhythmisch-musikalische Erziehung an der Hochschule für Musik und Theater Hannover sowie an der Hochschule für Musik und darstellende Kunst in Wien.

## Leben, Ausbildung und Lehrtätigkeit
Rudolf Konrad wurde am 9. Dezember 1922 in Königsberg geboren. Aus einfachen Verhältnissen stammend genoss er als Kind und Jugendlicher eine recht einfache musikalische Ausbildung in der Stadtkapelle Königsbergs. Verschiedene Verpflichtungen machten ihn zu einem versierten Pianisten. Später wurde ihm die Position als erster Flötist im Musikkorps der Infanterie vermittelt. Seine militärischen Dienste führten ihn im Zweiten Weltkrieg nach Frankreich und Russland, wo er 1944 in Gefangenschaft geriet. Diese überlebte er auch dadurch, dass es ihm gelang, ein Orchester zu gründen, fehlende Instrumente zu bauen und bekanntes Musikgut zu verschriftlichen, zu arrangieren und zu komponieren.
In der Kriegsgefangenschaft begegnete Rudolf Konrad auch Botho Lucas (Botho-Lucas-Chor), mit dem es zu enger und lebensrettender Zusammenarbeit kam und mit dem ihn eine lebenslange Freundschaft verband.
Nach seiner Befreiung 1949 studierte Rudolf Konrad am Konservatorium Braunschweig und an der Musikhochschule Berlin Musik in den Fächern Querflöte und Komposition. Zusätzlich belegte er das Fach „Rhythmik – Musik und Bewegung“ und schloss es mit dem Diplom ab.
Rudolf Konrad arbeitete zunächst hauptsächlich als Hauskomponist und Flötist am Staatstheater Braunschweig. 1956 eröffnete er dort auf Drängen von Ärzten und Psychotherapeuten das erste private Institut für Rhythmik in der BRD.
1970 wurde Rudolf Konrad als Leiter des Studienganges Rhythmik an die Hochschule für Musik und Theater nach Hannover gerufen und dort 1975 zum Professor ernannt. Noch in späteren Jahren, 1981–1983 und 1988–1989, nahm er eine Gastprofessur an der Hochschule für Musik und darstellende Kunst in Wien an.
Rudolf Konrad war verheiratet. Aus der ersten Ehe gingen vier Kinder hervor, aus einer späteren ein weiterer Sohn. Im Ruhestand widmete er sich der Malerei. Rudolf Konrad starb am 8. November 2009 in Hannover.

## Wirken
Rudolf Konrad hatte es sich zur Aufgabe gemacht, die Methode Rhythmisch-musikalische Erziehung zu reformieren. Diese wurde noch Anfang der 1970er Jahre trotz des Einflusses etwa von Rudolf von Laban und Mary Wigman in starker Anlehnung an ihren Begründer Émile Jaques-Dalcroze gelehrt. Konrad orientierte sich an verschiedenen Theorien und Philosophien aus aller Welt, die sich um die Entwicklung von Körperbewusstsein und Entwicklung des Geistes bemühen.
In seinem Buch „Versuch einer Theorie der Rhythmik“ stellte er den Unterschied der ideologiefreien Rhythmik und Rhythmischen Erziehung zu diesen anderen Methoden dar, ebenso die Abgrenzung zur Musikpädagogik im Allgemeinen. Hierin unterschied er 5 Felder, die sich als Handlungs- oder Aktionsfelder verstehen und in der Praxis ineinander verschränkt seien: Sensomotorik, Interaktion, Sozialisation, Ästhetik, multimediale Situation.
Sowohl in seiner privaten Praxis in Braunschweig, als auch als Professor an den Hochschulen war es sein Ziel die individuelle Kreativität des Menschen in der Bewegung und im musikalischen Tun herauszubilden und zu fördern. Hierbei verwies er auf das hierbei zu verwendende und Gewinn bringende Medium Musik hin, das er selbst durch seine Fähigkeiten sprechen ließ.
Zahlreiche Schüler, Patienten und Studenten befähigte er durch seine reflektierte und ständig weiterentwickelte Methode, die eigene Persönlichkeit herauszubilden oder einen heilsamen Prozess zu durchleben. Die Bewegungsmotivation, erzeugt durch immer neue Kombinationen der musikalischen Parameter, die Rudolf Konrad mit Einfühlungsvermögen und größter Professionalität einzusetzen vermochte, führte sie zu immer neuen individuellen, kreativen und künstlerischen Improvisationen in Musik und Bewegung.
In seinen Buchveröffentlichungen beschrieb er systematisch und detailliert die Möglichkeiten der musikalischen Mittel und brachte sie in Beziehung zur Bewegung. Er erforschte die Wirkung von Musik auf den Menschen in diesem Zusammenhang.

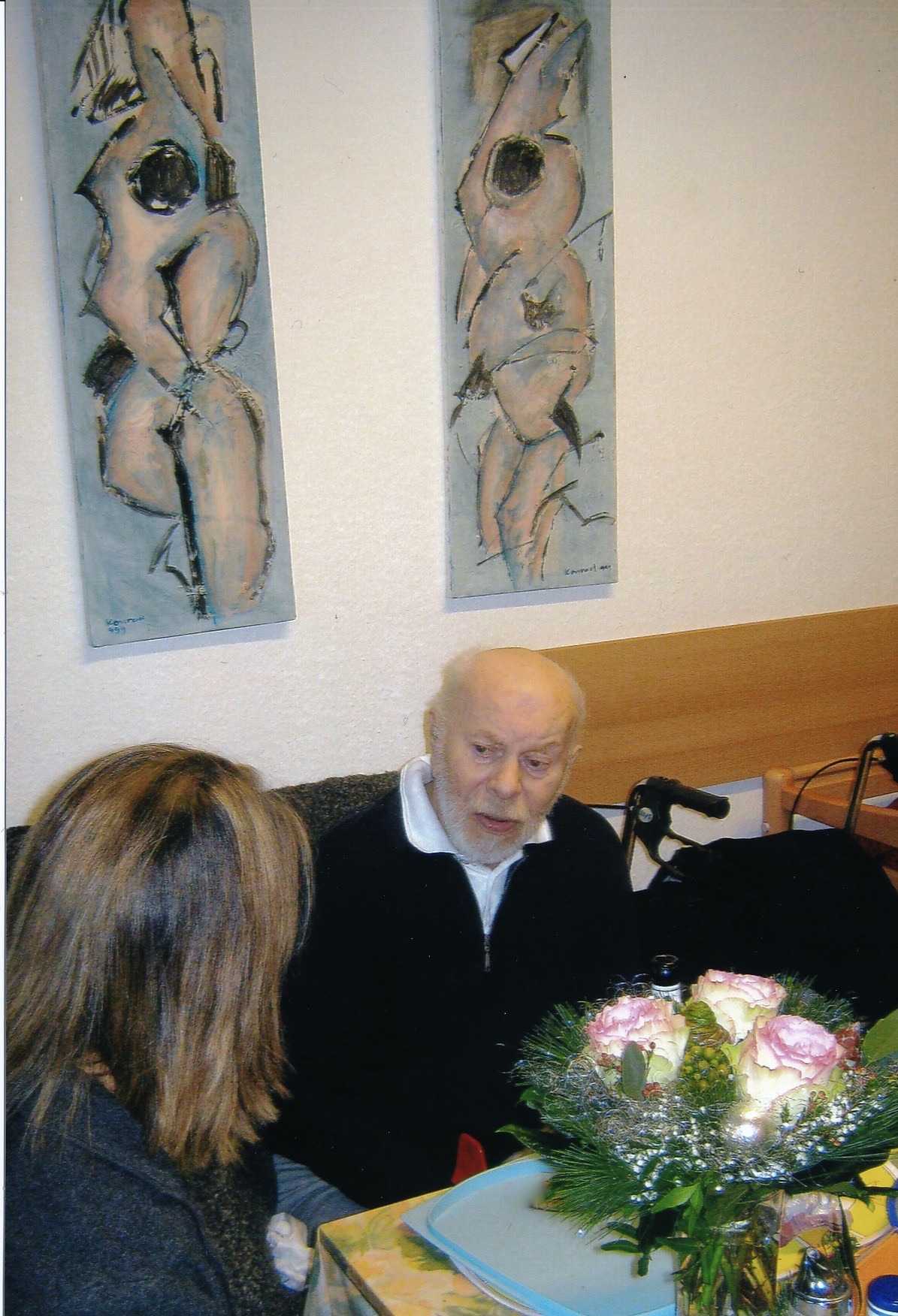
Rudolf Konrad im Fachgespräch 2008

Noch im Alter wies Rudolf Konrad in Gesprächen darauf hin, dass er die Entwicklung der
menschlichen Kreativität durch seine Methode lediglich auf die individuelle Bewegungsgestaltung bezöge. Mittlerweile hat die kognitive neurowissenschaftliche Forschung allerdings weitreichende Ergebnisse erzielt, so dass mit Recht behauptet werden kann, dass die allgemeine Kreativität eines Menschen ebenfalls durch die Rhythmische Methode nach Rudolf Konrad entwickelt wird. Dies konnte seine ehemalige Studentin Ida Küttner-Funke (Diplom-Rhythmikerin und Master of Cognitive Neurosciences, aon) in ihrem Buch „Stark, körperbewusst und kreativ durch Rhythmik – Rhythmik im Spiegel neurowissenschaftlicher Erkenntnisse“ wissenschaftlich belegen.
Im Ruhestand widmete sich Rudolf Konrad der Malerei. Zwei Beispiele seiner Werke sind auf dem Foto „Rudolf Konrad im Fachgespräch 2008“ im Hintergrund sichtbar.

## Werke
- Rhythmische Erziehung, Versuch einer Systematik, Wolfenbüttel 1969
- Ich – Wir – Wohin? Differenzierung menschlichen Verhaltens durch Rhythmik, Braunschweig 1974
- Rhythmus – Metrum – Form, Frankfurt a. M. 1979
- Erziehungsbereich Rhythmik. Entwurf einer Theorie. Regensburg 1984
- Kompendium der Klavierimprovisation, Wien 1992
- Die Schule von Sokologorowka. Ein Musiker in Krieg und Gefangenschaft, Frankfurt a. M. 1992
- Das Examen, Roman, Hannover 2001
- Zahlreiche Aufsätze in Musik und Bildung und Rhythmik in der Erziehung